# فرودگاه لک اجل
فرودگاه لک اجل (به انگلیسی: Lac Agile (Mascouche) Airport) یک فرودگاه همگانی است که یک باند فرود چمن دارد و طول باند آن ۵۴۹ متر است. این فرودگاه در کشور کانادا قرار دارد و در ارتفاع ۴۹ متری از سطح دریا واقع شده است.